# Amphoe Bang Khan
Amphoe Bang Khan (thailändisch อำเภอ บางขัน) ist ein Landkreis (Amphoe – Verwaltungs-Distrikt) in der Provinz Nakhon Si Thammarat. Die Provinz Nakhon Si Thammarat liegt in der Südregion von Thailand.

## Geographie
Die Provinz Nakhon Si Thammarat liegt etwa 780 Kilometer südlich von Bangkok an der Ostküste der Malaiischen Halbinsel zum Golf von Thailand.
Benachbarte Bezirke (von Norden im Uhrzeigersinn): die Amphoe Thung Yai und Thung Song in Nakhon Si Thammarat, die Amphoe Ratsada, Huai Yot und Wang Wiset in der Provinz Trang sowie Amphoe Lam Thap in der Provinz Krabi.

## Geschichte
Bang Khan wurde am 1. April 1984 zunächst als Unterbezirk (King Amphoe) eingerichtet, indem die drei Tambon Bang Khan, Ban Lamnao und Wang Hin vom Amphoe Thung Song abgetrennt wurden.
Am 9. April 1992 wurde Bang Khan zum Amphoe heraufgestuft.

## Verwaltung

### Provinzverwaltung
Amphoe Bang Khan ist in vier Gemeinden (Tambon) eingeteilt, welche wiederum in 60 Dörfer (Muban) unterteilt sind.
| \| Nr. \| Name \| Thai \| Muban \| Einw.[3] \| \| --- \| ---------- \| -------- \| ----- \| -------- \| \| 1. \| Bang Khan \| บางขัน \| 18 \| 13.598 \| \| 2. \| Ban Lamnao \| บ้านลำนาว \| 16 \| 15.595 \| \| 3. \| Wang Hin \| วังหิน \| 13 \| 08.848 \| \| 4. \| Ban Nikhom \| บ้านนิคม \| 13 \| 07.446 \| |            |          |       |        |
| Nr. | Name       | Thai     | Muban | Einw.  |
| 1. | Bang Khan  | บางขัน    | 18    | 13.598 |
| 2. | Ban Lamnao | บ้านลำนาว | 16    | 15.595 |
| 3. | Wang Hin   | วังหิน     | 13    | 08.848 |
| 4. | Ban Nikhom | บ้านนิคม   | 13    | 07.446 |

### Lokalverwaltung
Jeder der vier Tambon wird von einer „Tambon-Verwaltungsorganisation“ (TAO, องค์การบริหารส่วนตำบล) verwaltet.